# GomSpace
GomSpace ist ein börsennotierter dänischer Hersteller von Nanosatelliten. Die Firma baut Satelliten für wissenschaftliche, kommerzielle und staatliche Zwecke.
GomSpace beliefert Kunden in über 50 Ländern und kooperiert eng mit der ESA bei der Entwicklung von Nanosatelliten-Formationen.
Die Firma entwickelt für den norwegischen Staat ein arktisches Satellitenrelais für taktische Kommunikationsfunkgeräte auf einer polaren erdnahen Umlaufbahn. GomSpace entwickelt mit dem norwegische Verteidigungsforschungsinstitut (FFI) einen Nanosatelliten zur besseren Kommunikation der norwegischen Streitkräfte in hohen Breiten. Der geplante Satellit soll eine niedrige polare Umlaufbahn haben und als Relaisstation zur militärischen Kommunikation dienen. Ein Testsatellit soll Nordnorwegen bis zu 15 Mal pro Tag überfliegen. Die Kooperation hat einen Umfang von 1,8 Millionen Euro. Der Start eines Testsatelliten ist für Oktober 2021[veraltet] geplant.

## Geschichte
Gomspace wurde im Januar 2007 gegründet und hat seinen Hauptsitz in Dänemark. Die Buchstaben G-O-M beziehen sich auf die beiden älteren Muppet-Heckler.